# Wilhelm Halbfaß
Wilhelm Halbfaß (* 26. Juni 1856 in Hamburg; † 29. Oktober 1938 in Jena) war ein deutscher Hydrogeograph.

## Leben und Werk
Halbfaß hatte an den Universitäten Freiburg, Würzburg und Straßburg die Fächer Mathematik und Physik studiert, bevor er  1881 in Straßburg promoviert wurde. Nach dem Staatsexamen unterrichtete er an der Höheren Schule und wurde 1901 in Neuhaldensleben zum Gymnasialprofessor ernannt. 1912 wurde er als Mitglied in die Leopoldina aufgenommen. Aus Gesundheitsgründen trat er bereits 1910 aus dem Schuldienst aus und begab sich in den  Ruhestand. 1923 habilitierte er sich an der Universität Jena für das Fachgebiet Hydrogeographie und wurde 1931 zum Honorarprofessor ernannt.

## Werke (Auszug)
- Tiefen- und Temperaturverhältnisse einiger Seen des Lechgebiets. Petermanns Geographische Mitteilungen 41, 1895.
- Zur Kenntnis der Seen des Schwarzwaldes, in: Petrographisch Geographische Mitteilungen, 1898
- Beiträge zur Kenntnis der pommerschen Seen, mit 6 Karten.  Petermanns Geographische Mitteilungen, Ergänzungsheft 136, Gotha 1901, online.
- Die Morphometrie der europäischen Seen, Zeitschrift der Gesellschaft für Erdkunde zu Berlin, 1903/1904.
- Abseits der Heerstraße. Wanderungen eines Einsamen durch Deutschlands Gaue. Xenien-Verlag, Leipzig 1913.
- Die Seen der Erde. Petermanns Geographische Mitteilungen, Ergänzungsheft 185, 1922.
- Grundzüge der vergleichenden Seenkunde, 1923.
- Lotungsergebnisse in einigen Seen in der Umgegend Seeon nördlich des Chiemsees. Internationale Revue der gesamten Hydrobiologie und Hydrographie, 1928, Volume 21, Issue 2, Pages 208–216.
- Die Seen, Gutenbergs Handbuch der Geophysik IV, 1933.
- Mein Leben. Erinnerungen eines Achtzigjährigen, Jena: Neuenhahn 1936.[2]